# (32852) 1992 RE7
1992 RE7 (asteroide 32852) é um asteroide da cintura principal. Possui uma excentricidade de 0.22477400 e uma inclinação de 7.48592º.
Este asteroide foi descoberto no dia 2 de setembro de 1992 por Eric Walter Elst em La Silla.